# Cartismo (Portugal)
Cartismo é a designação que se deu em Portugal à tendência mais conservadora do liberalismo surgido após a revolução de 1820, centrada em torno da Carta Constitucional de 1826, outorgada por D. Pedro IV numa tentativa de reduzir os conflitos abertos pela revolução, dado o seu carácter menos radicalizante do que a Constituição de 1822.
Os cartistas, em conjunto com os vintistas, fizeram a guerra a D. Miguel e aos seus miguelistas, naquilo que é conhecido por guerras liberais, mas acabaram por se desentender com os seus aliados em 1834, após a Convenção de Évora Monte que pôs termo às referidas lutas, formando dois agrupamentos políticos cada vez mais distintos, que se foram separando progressivamente da corrente mais à esquerda do pensamento liberal.
Os cartistas estiveram por várias vezes no poder, sob várias designações, e foram os grandes vencedores da guerra civil da Patuleia e de todo o processo de contestação que emergiu após a Revolução da Maria da Fonte. Quando a formação dos partidos políticos se clarificou, na sequência da Regeneração, em 1851 constituíram o Partido Regenerador, o qual se afirmou até ao advento da República em Portugal como o grande partido conservador de direita da Monarquia Constitucional.
Apesar da semelhança do nome e da coincidência de objetivos, o cartismo português não é diretamente equacionável com o movimento do cartismo britânico, já que a carta que defendiam era a Carta Constitucional de 1826 que tinha sido outorgada aos portugueses e não a carta genérica de direitos a que aspirava o cartismo britânico. Atente-se que os desideratos do cartismo britânico se situavam mais perto das soluções da constituição portuguesa de 1822 do que das soluções consignadas na Carta Constitucional portuguesa de 1826.